# サットン区
サットン・ロンドン自治区（サットン・ロンドンじちく、英: London Borough of Sutton）は、イングランドのロンドン南部にあるロンドン自治区。アウター・ロンドンを形成する区の一つ。1963年ロンドン政府法により設置された :5 。面積は約43 km2 (17 sq mi)、人口は約20万人。マートン区の南に位置する。サットン区を治める地方自治体 (local authority) はサットン・ロンドン区カウンシル (Sutton London Borough Council) 。中心地区はサットン。

## 地理
グレーター・ロンドン内では東側でクロイドン区、西側でキングストン・アポン・テムズ区、北側でウィンブルドン地区があるマートン区と接する。南側はサリー州になる。

## 地区

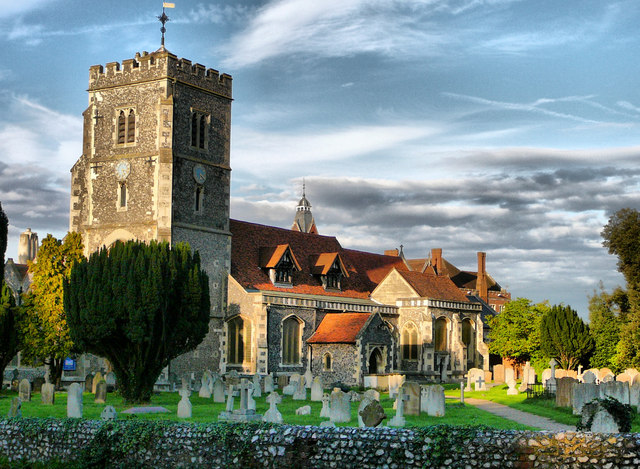
ベディントンのセント・メアリーズ教会 (St. Mary's Church)

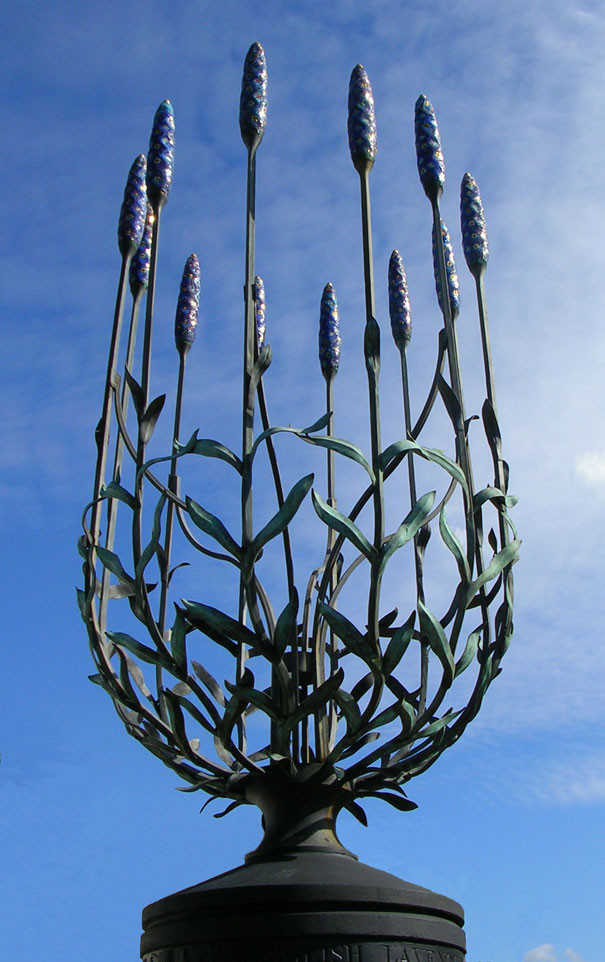
区内のラベンダー畑を模した彫刻 (Sculpture representing lavender, gathered in the borough's lavender fields)

- バンドン・ヒル (Bandon Hill)
- ベディントン（英語版）
- ベディントン・コーナー(Corner)（英語版）
- ベルモント（英語版）
- ベンヒルトン（英語版）
- カーシャルトン（英語版）
- カーシャルトン・ビーチズ（英語版）
- カーシャルトン・オン・ザ・ヒル（英語版）
- チーム（英語版）
- ハックブリッジ（英語版）
- リトル・ウッドコート (Little Woodcote)
- ノース・チーム（英語版）
- ローズヒル（英語版）
- セント・ヘリア（英語版） – マートン区の一部をなす。
- サウス・ベディントン (South Beddington)
- サットン (Sutton) - 中心街 (principal town)。サットン・ハイ・ストリート（英語版）が走る。
- サットン・コモン（英語版）
- ザ・ライズ（英語版）
- ウォリントン（英語版）
- ウッドコート・グリーン（英語版）
- ウスター・パーク（英語版） – ロンドン市内中心交差点チャリング・クロスから凡そ16.3km南西にある。

## スポーツ
サットンを本拠地とするサッカーチームには、サットン・ユナイテッドFCの他、カーシャルトン・アスレティックFC、サットン・コモン・ローバーズFCがある。

## 関係者
出身者
- イアン・スチュワート (ミュージシャン) - “6人目のローリング・ストーンズ”。サットン育ち
- ジェームス・ハント（F1ドライバー） - サットンの南側ベルモント (en) 育ち
- ジェフ・ベック（ギタリスト） - ウォリントン (en) 生まれ
- デヴィッド・ウィアー（車いす陸上競技選手） - ウォリントン生まれ

居住その他ゆかりある人物